# 奥莫伊岛
奥莫伊 (挪威語：Åmøy) 是挪威罗加兰郡斯塔万格市的一个岛屿。这个5.3平方（2.0平方英里）的岛屿位于斯塔万格市以北的一组岛屿中。索克恩岛和布吕岛都位于奥莫伊岛的西部，莫斯特罗伊和雷纳索伊岛位于北部，希勒岛位于该岛的东部。

## 地理
该岛是一个狭长的岛屿，中间则有一个非常狭长的地峡。历史上，该岛分属两个直辖市管辖，西部的Vestre Åmøy归伦讷斯岛管辖，而东部的Austre Åmøy归斯塔万格市管辖。2014年，岛屿有居民618人，328人分布在伦讷斯岛，另外的290人分布在斯塔万格。2020年，整个伦讷斯岛并入斯塔万格。